# Disturbios de Rostock-Lichtenhagen

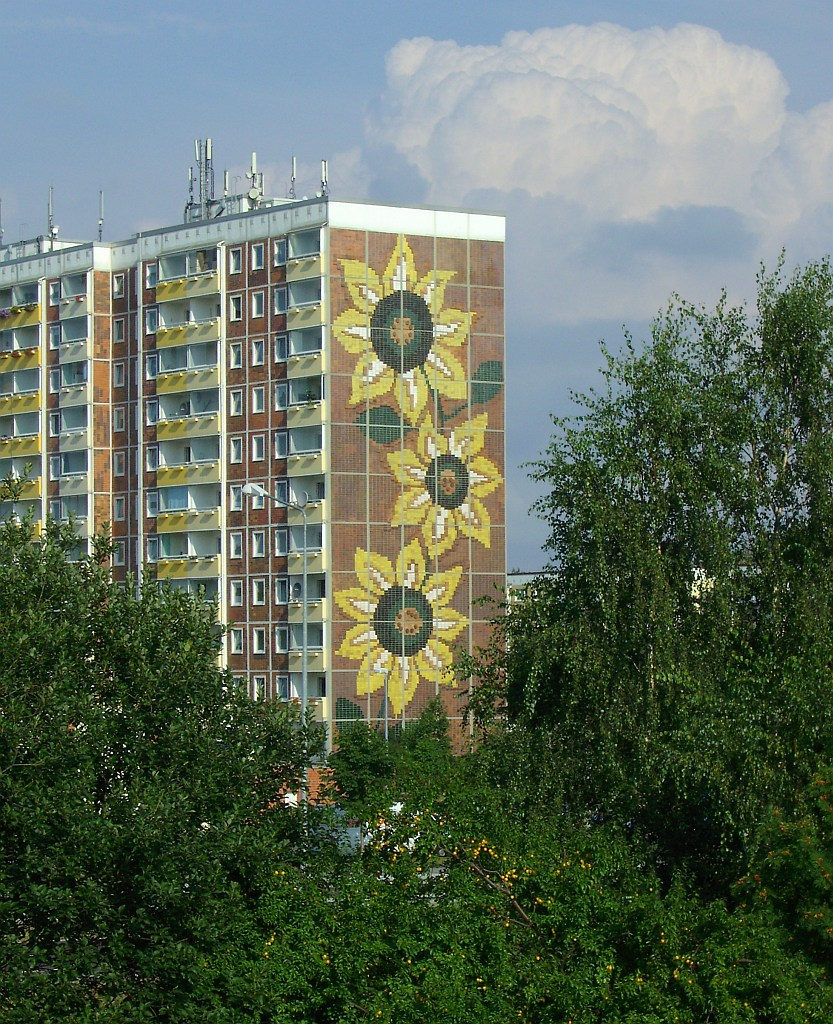
La torre de los girasoles.

Los disturbios de Rostock-Lichtenhagen fueron una serie de enfrentamientos xenófobos ocurridos entre el 22 y el 24 de agosto de 1992 en el distrito de Lichtenhagen, en la ciudad alemana de Rostock. Estos fueron los peores ataques contra inmigrantes en Alemania después de la Segunda Guerra Mundial. En el punto álgido de los disturbios, participaron varios centenares de militantes de extrema derecha que arrojaron piedras y cócteles molotov contra un bloque de apartamentos donde vivían varias familias de extranjeros solicitantes de asilo. El suceso estuvo amparado por cerca de 3.000 espectadores del barrio quienes se quedaron quietos, aplaudiendo.
La respuesta inicial de las autoridades y políticos fue duramente criticada. Durante algunos días antes de los disturbios, en algunos periódicos se habían publicado advertencias sobre enfrentamientos inminentes. La policía y los políticos parecían reacios a responder y, cuando lo hicieron, sus respuestas se consideraron inadecuadas. Fuera del edificio donde se alojaban los refugiados, varios cientos de solicitantes de asilo habían estado acampando durante días con poco o ningún acceso a instalaciones básicas. Esto estaba contribuyendo a la escalada de tensiones en el barrio.
Del 22 al 26 de agosto de 1992 se produjeron 370 detenciones y 408 investigaciones relacionadas con los disturbios. Entre los detenidos se encontraban 110 personas de la antigua Alemania Occidental; 217 del estado federado de Mecklemburgo-Pomerania Occidental, de los cuales 147 eran de Rostock; y otros 37 de la antigua Alemania del Este. Durante la confrontación, 204 policías resultaron heridos, aunque no hubo víctimas mortales.

## Antecedentes
El Zentrale Aufnahmestelle für Asylbewerber für Mecklenburg-Vorpommern (ZAst M-V) o «Refugio Central para Refugiados del estado de Mecklemburgo-Pomerania Occidental» era un complejo de apartamentos plattenbau de once pisos de altura, conocido coloquialmente como la «Casa de los Girasoles» o la «Torre de los Girasoles», por los grandes girasoles pintados a un lado de la fachada. El edificio era conocido por las condiciones inhumanas en las que vivían los solicitantes de asilo y la falta de apoyo que se les brindaba. Las autoridades ignoraron numerosas quejas de ciudadanos y residentes sobre las condiciones deplorables y sucias en el edificio de apartamentos.
Originalmente, el refugio estaba destinado a albergar a 300 refugiados por mes, pero en el verano de 1992 tenía a más de 11.500 personas residiendo en el lugar, principalmente gitanos procedentes de Rumanía. El personal del refugio, sobrecargados por la situación, les permitió acampar frente al edificio durante varios días. El gobierno municipal se negó a proporcionar baños portátiles y no les permitió el acceso a agua ni un servicio de recolección de basura. Aumentaron los enfrentamientos entre los inmigrantes sin hogar y los residentes del distrito de Lichtenhagen. Ni la ciudad ni el gobierno estatal tomaron medidas al respecto.

## Desarrollo de los hechos
Días antes de los disturbios, los periódicos Norddeutsche Neueste Nachrichten y Ostsee-Zeitung pedían la creación de un «Grupo de interés de Lichtenhagen». Varias personas anónimas advirtieron que, si antes del fin de semana el refugio no estaba "limpio", ellos mismos se tomarían la justicia por su mano. Estas declaraciones motivaron a que jóvenes pandilleros de todos los rincones de Rostock se congregaran allí. Un skinhead de 19 años expresó: «La policía conoce a los Rostock Skins y los 'Hools' [hooligans]. Cuando se anuncia algo como esto, ¡estamos ahí!».
Los disturbios del primer día comenzaron con los jóvenes del barrio lanzando piedras y botellas. La policía antidisturbios contuvo la situación, pero la cobertura de los medios animó a los neonazis a deambular por la zona. El desalojo del refugio tuvo lugar en el segundo día, después de que un grupo violento irrumpiera en un edificio vecino en el que por error habían quedado abandonados 115 inmigrantes vietnamitas, un trabajador social y un equipo de televisión del ZDF, quienes tuvieron que huir por el tejado. En el tercer día de las protestas, la turba ya superaba en número a la policía, quienes se retiraron en el momento más intenso de los ataques. A pesar del bloqueo de las puertas para evitar la entrada de los alborotadores a la «Torre de los Girasoles», estos consiguieron prender el edificio en llamas y trepar por los balcones, armados con bates de béisbol y cócteles Molotov. Abajo, una multitud de más de 3.000 espectadores observaban y aplaudían con entusiasmo.
Desde el principio se formularon acusaciones de incompetencia policial y política. Una explicación citada para la falta de acción efectiva por parte de la policía fue que se mostraban reacios a tomar cualquier acción que pudiera recordar al estado policial comunista recientemente desaparecido tras la caída del muro de Berlín y la reunificación alemana. También hubo acusaciones de que la policía y los políticos simpatizaban en privado con ese sentimiento antiinmigrante generalizado en Rostock.
La primera condena importante relacionada con los disturbios se produjo el 4 de marzo de 1993, aunque ya se habían dictado 24 condenas por cargos menores anteriormente. Un hombre de 22 años fue declarado culpable de arrojar una bomba incendiaria a la policía, perturbar gravemente el orden público, violar las leyes sobre armas e intentar causar lesiones corporales. Se retiró el cargo de intento de asesinato por falta de pruebas. Los retractores se quejaron de que nadie fue condenado por agredir a los extranjeros, únicamente aquellos que atacaron a la policía o alteraron el orden público. Se necesitaron casi diez años para procesar a 408 personas.